# 阿利 (康塔尔省)
阿利（法語：Ally，法語發音：[ali]）是法国康塔尔省的一个市镇，位于该省西部，属于莫里亚克区。

## 地理
阿利（45°10'27"N, 2°18'55"E）面积23.11 平方千米，位于法国奥弗涅-罗讷-阿尔卑斯大区康塔爾省，该省份为法国中南部省份，位于法國中央高原中心，北起科雷兹省、上盧瓦爾省和多姆山省，西接洛特省和科雷兹省，南至阿韦龙省和洛特省，东临上盧瓦爾省和洛泽尔省。
与阿利接壤的市镇（或旧市镇、城区）包括：巴里亚克莱博斯凯、布拉雅克、绍瑟纳克、德吕雅克、埃斯科拉耶、莫里亚克、普洛、圣厄拉利、勒维让。

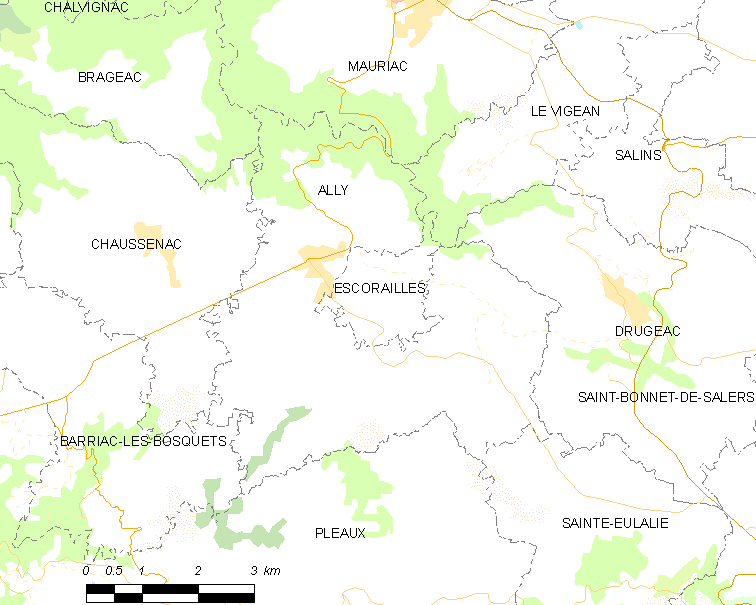
的OSM定位图

阿利的时区为UTC+01:00、UTC+02:00（夏令时）。

## 行政
阿利的邮政编码为15700，INSEE市镇编码为15003。

## 政治
阿利所属的省级选区为莫里亚克县。

## 人口

1962-2008年间人口变化图示

阿利于2022年1月1日时的人口数量为596人。